# لويس فيلاسكيز
لويس فيلاسكيز (بالإسبانية: Luis Velásquez) هو عداء مراثوني غواتيمالي، ولد في 30 ديسمبر 1919، وتوفي في 9 فبراير 1997 في مقاطعة ميدلسيكس في الولايات المتحدة.

## وصلات خارجية
- لويس فيلاسكيز على موقع أوليمبيديا (الإنجليزية)